# Crivina (okręg Mehedinți)
Crivina – wieś w Rumunii, w okręgu Mehedinți, w gminie Burila Mare. W 2011 roku liczyła 710 mieszkańców.